# Ariodante

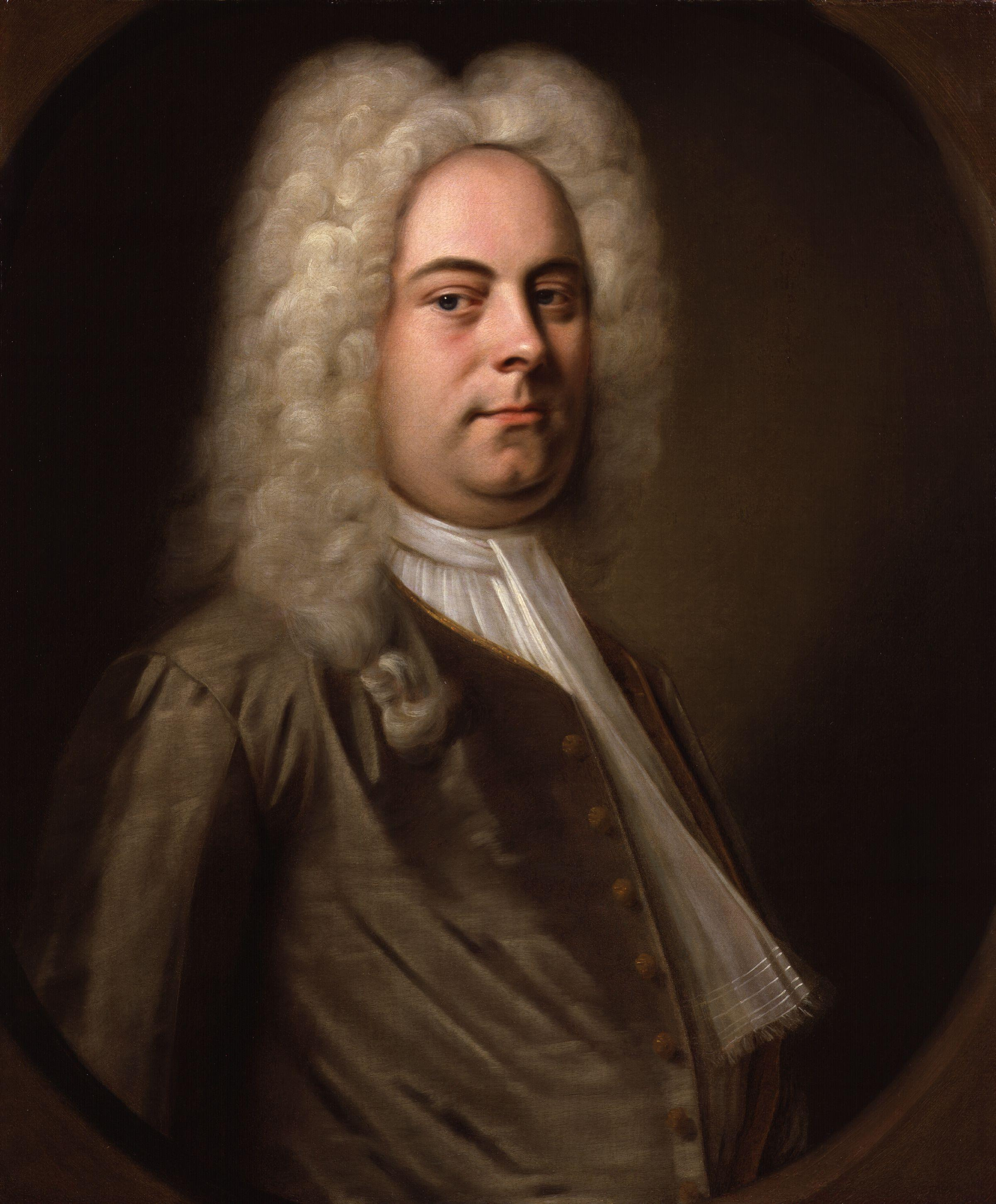
Georg Friedrich Händel

Ariodante (HWV 33) är en opera seria i tre akter av Georg Friedrich Händel. Librettot, som är på italienska är av en okänd författare, men baserat på Ginevra, principessa di Scozia av Antonio Salvi som i sin tur bygger på sångerna 5 och 6 ur Ludovico Ariostos Orlando furioso. I varje akt finns möjligheter till dansscener som ursprungligen skrevs för Marie Sallés danstrupp.

## Historia
Operan hade premiär på Covent Garden Theatre, London, den 8 januari 1735. Ariodante inledde Händels första säsong i Covent Garden och tävlade framgångsrikt mot konkurrenten, operatruppen  Opera of the Nobility, som stöddes av prinsen av Wales. Händel hade kungens finansiella och tysta stöd och mer uttalat även prinsessan Annes. Operan spelades 11 gånger under premiärsäsongen i Covent Garden.
Genremässigt ligger Ariodante nära den franska opéra-balleten såtillvida att varje akt avslutas med en dans. Svensk premiär den 18 augusti 1964 på Drottningholmsteatern.

## Roller
| Roll                                                             | Röstläge             | Rollbesättning vid premiären 8 januari 1735. |
| ---------------------------------------------------------------- | -------------------- | -------------------------------------------- |
| Ariodante, en vasall                                             | mezzo-sopran kastrat | Giovanni Carestini                           |
| Ginevra, dotter till kungen av Skottland, förlovad med Ariodante | sopran               | Anna Maria Strada del Pò                     |
| Dalinda, Ginevras jungfru, hemligt förälskad i Polinesso         | sopran               | Cecilia Young                                |
| Polinesso, hertig av Albany                                      | alt                  | Maria Caterina Negri                         |
| Lurcanio, Ariodantes broder                                      | tenor                | John Beard                                   |
| Kungen av Skottland                                              | bas                  | Gustavus Waltz                               |
| Odoardo, kungens favorit                                         | tenor                | Michael Stoppelaer                           |

## Handling

### Akt I
Hertig Polinesso av Albany vill vinna den skotska tronen genom äktenskap med kungens dotter Ginevra, men denna älskar Ariodante och fadern har gett sitt samtycke till deras vigsel.

### Akt II
Polinesso övertalar Ginevras förtrogna Dalinda att förkläda sig till Ginevra och komma till Polinesso på natten. Planen lyckas. Den olycklige Ariodante tror sig sviken och vill ta sitt liv, men brodern Lurcanio hindrar honom. Kungen vill abdikera till förmån för Ariodante och Ginevra, men då berättar Odoardo att Ariodante har kastat sig i havet. Lurcanio ger Ginevra skulden för broderns död eftersom hon har tagit emot en älskare på natten och kungen blir övertygad om att hon är skyldig.

### Akt III
Ariodante lever emellertid och blir vittne till hur Polinesso vill mörda sin medskyldiga, och då går det rätta sammanhanget upp för honom. Ginevras oskuld skall enligt gammal skotsk sed avgöras i tvekamp, och till allas överraskning ställer Polinesso upp som hennes försvarare. I den första kampen dödar Lurcanio Polinesso och kungen vill nu själv kämpa för sin dotter. Då ger sig Ariodante till känna och avslöjar bedrägeriet, och de älskande kan äntligen få varandra.

## Webblänkar
- Partitur till Ariodante (utgivet av Friedrich Chrysander, Leipzig 1881)